# Madonna mit Kind (Marpent)

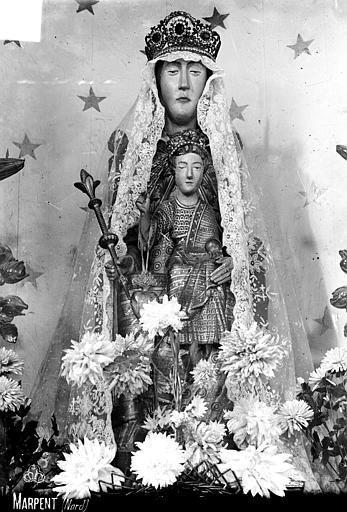
Madonna mit Kind in Marpent (Foto von Paul Robert, 1866–1898)

Die Skulptur Madonna mit Kind in der Kirche St-Martin in Marpent, einer französischen Gemeinde im Département Nord der Region Hauts-de-France, wurde im 13. Jahrhundert geschaffen. Im Jahr 1896 wurde die romanische Skulptur als Monument historique in die Liste der denkmalgeschützten Objekte (Base Palissy) in Frankreich aufgenommen.
Die Skulptur aus Holz ist bemalt und vergoldet. Maria sitzt auf einem Stuhl und hält das segnende Jesuskind mit der linken Hand. Ihr Zepter in der rechten Hand ist verloren gegangen.
Bei der Restaurierung im Jahr 1980 wurde eine polychrome Fassung unter der Bemalung des 19. Jahrhunderts festgestellt.